# موهينجو دارو
موهينجو دارو (Mohenjo-daro) (أي بي إيه (IPA): ‎[muˑənⁱ dʑoˑ d̪əɽoˑ]‏، (بالأردوية: موئن جودڑو)‏ (بالسندية: موئن جو دڙو)‏، ليت (lit) تل الموتى (Mound of the Dead))، موقع أثري يقع في مقاطعة السند، باكستان. وقد تم تشييده عام 2600 قبل الميلاد، ولقد كان واحدًا من أكبر المستوطنات القديمة في حضارة وادي السند وواحدًا من أوائل مستوطنات الحضرية الرئيسية، التي وجدت في نفس الوقت كحضارات مصر القديمة وبلاد ما بين النهرين وكريت. وقد هُجرت موهينجو دارو في القرن التاسع عشر قبل الميلاد، ولم يُعاد اكتشافها حتى عام 1922. ومنذ ذلك الحين أجريت حفريات كبيرة في موقع المدينة، والتي اختيرت كموقع للتراث العالمي لليونسكو (UNESCO) في عام 1980.

## الاسم
الاسم الحديث للموقع موهينجو دارو يعني تل الموتى. ولا يُعرف الاسم الأصلي للمدينة، لكن يشير ختم موهينجو دارو إلى اسم قديم محتمل درافيديون (Dravidian) في كوكوتارما (Kukkutarma) («مدينة [-رما (rma)] الديكة [كوكوتا (kukkuta)]»). حرب الديكة ربما كان لها أهمية دينية وشعائرية للمدينة، مع دجاج داجن يولد هناك لأغراض مقدسة، أكثر من كونها مصدرًا للطعام.

## الموقع

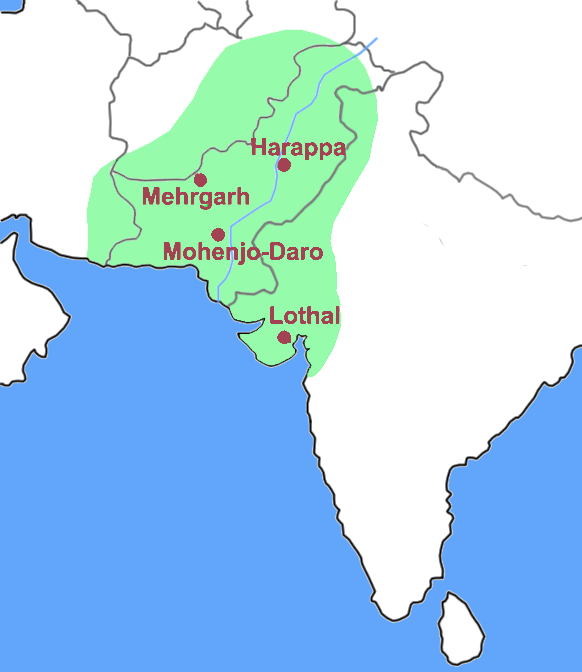
Location of in the نهر السند and extent of حضارة وادي السند (green).

تقع موهينجو دارو في منطقة لاركانا (Larkana) السند، باكستان  على تلة البليستوسين (Pleistocene) في وسط سهل فيضان وادي نهر السند، على مسافة 28 كيلومتر (17 ميل) من مدينة لاركانا. كانت التلة بارزة أثناء وقت حضارة وادي السند، مما سمح للمدينة بالوقوف فوق السهل المحيط بها، لكن فيضان النهر دفن معظم التلة في الطمي المتراكم. ويحتل الموقع مكانًا مركزيًا بين نهر السند ونهر غاجار هاكرا (Ghaggar-Hakra). وما زال نهر السند يتدفق إلى الشرق من الموقع، لكن مجرى نهر غاجار-هاكرا على الجانب الغربي جاف الآن.

## السياق التاريخي
بُنيت موهينجو دارو في القرن السادس والعشرين قبل الميلاد. ولقد كانت واحدة من أكبر المدن في حضارة وادي السند القديمة، وعُرفت أيضًا بحضارة هارابا (Harappa) التي تطورت حوالي 3000 قبل الميلاد من حضارة السند ما قبل التاريخ. وفي أوجها، امتدت حضارة السند لأكثر مما يعرف الآن بباكستان وشمال الهند، وامتدت غربًا لحدود إيران، جنوب ولاية كوجارت (Gujarat) في الهند وشمالًا إلى موقع أمامي في باختريا (Bactria) بمراكز حضرية رئيسية في هارابا وموهينجو دارو لوثال (Lothal) وكاليبانجان (Kalibangan) ودولافيرا (Dholavira) وراخيجارهي (Rakhigarhi). وكانت موهينجو دارو المدينة الأكثر تقدمًا في وقتها، مع تطور ملحوظ في مجال الهندسة المدنية والتخطيط الحضري. وعندما حدث انهيار مفاجئ لحضارة السند تقريبًا في عام 1900 قبل الميلاد، هُجِرت موهينجو دارو.
ويشير كينير (Kenoyer) إلى أن نهر السند قد غيّر مساره، وهو ما أعاق الاقتصاد الزراعي المحلي وأهمية المدينة كمركز تجاري.[بحاجة لمصدر] ومع ذلك ليس هناك من دليل موجود على أن الفيضانات قد دمّرت المدينة.[بحاجة لمصدر] ويقول بوصيل (Possehl) أن تغيير النهر لمساره لا يفسر انهيار حضارة السند بأكملها. ويقول تغيّرت الثقافة في جميع أنحاء الوادي.[بحاجة لمصدر]

## إعادة الاكتشاف والتنقيب
ظلت أطلال المدينة غير موثقة لمدة 3700 عام، حتى اكتشافها في عام 1922 من خلال راخالداس بانديوبادياي (Rakhaldas Bandyopadhyay)، مسؤول المسح الأثري للهند. وقد قاده للتل راهب بوذي، والذي يُعتقد أنه ستوبا (stupa). وفي الثلاثينات من القرن الماضي، أُجريت حفريات في الموقع تحت قيادة جون مارشال ود.ك. ديكيشتار (D. K. Dikshitar) وإرنست ماكاي (Ernest Mackay). وتم تنفيذ حفريات أكثر بواسطة أحمد حسن داني (Ahmad Hasan Dani) ومورتيمر ويلر (Mortimer Wheeler).
وقد أجريت آخر سلسلة كبيرة من الحفريات في عامي 1964 و 1965 بواسطة د. جورج ف. ديلز (George F. Dales). وبعد هذا التاريخ، تم حظر الحفريات بسبب الأضرار المناخية التي لحقت بالهياكل المكشوفة، وباتت المشاريع المسموح بها في الموقع حفريات الإنقاذ وعمليات المسح السطحية ومشاريع الحفاظ على البيئة فقط. ومع ذلك، استخدمت مجموعات مسحية ألمانية وإيطالية بقيادة د. مايكل يانسن (Michael Jansen) ود. ماوريتسيو توزي (Maurizio Tosi) تقنيات أثرية أقل تدخلاً، مثل الوثائق المعمارية والمسوح السطحية والتنقيب المحلي، لجمع المعلومات عن موهينجو دارو.

## البنية التحتية الحضرية والهندسة المعمارية
لدى موهنجو-دارو تصميم مخطط معتمد على شبكة شوارع لمبانٍ مستقيمة. وقد بني معظمها من الطوب المحروق الذي يُربط بمزيج من الإسمنت والجير، وبعض الطوب اللبن المدمج المجفف في الشمس والأجزاء العلوية الخشبية. ويشير الحجم الكبير للمدينة وتوفيرها للمباني والمرافق العامة إلى المستوى المرتفع من التنظيم الاجتماعي. وفي أوج تطورها، كان يسكن في موهينجو دارو حوالي 35,000 نسمة. وتنقسم المدينة إلى جزأين: ما يسمى بالقلعة والمدينة المنخفضة. القلعة: تل من الطوب اللبن حوالي 12 متر (39 قدم) ارتفاعًا: معروفة باحتوائها على حمامات عامة وهيكل سكني كبير مصمم لإسكان 5000 مواطن وقاعتين كبيرتين للاجتماعات.
وبالمدينة كذلك سوق مركزي وبئر مركزي كبير. ويحصل أسر الأفراد أو مجموعات من الأسر على المياه من آبار أصغر. وتم توجيه مياه الصرف إلى مصارف مغطاة والتي تبطن الشوارع الرئيسية. وتشتمل بعض المنازل، والتي يفترض أنها للسكان الأثرياء، على غرف يبدو أنه تم تخصيصها للاستحمام، وهناك مبنى به فرن تحت الأرض (معروف باسم التدفئة المركزية (hypocaust)) من المحتمل أنه للاستحمام الساخن. ومعظم المنازل لها ساحات داخلية بأبواب تم فتحها على ممرات جانبية. وبعض المنازل كان بها طابقان.
في عام 1950 حدد السير مورتيمر ويلر (Mortimer Wheeler) مبنى كبيرًا في موهينجو-دارو بأنه «مخزن الحبوب الكبير». وظهرت تقسيمات خشبية محددة في أجزائها العلوية الضخمة كحجرات لتخزين الحبوب مع مجاري هواء كاملة لتجفيف الحبوب. ووفقًا لويلير، كانت العربات تحضر الحبوب من الريف وتفرغها مباشرة في تلك الحجرات. ومع ذلك، لاحظ جوناثان مارك كينير (Jonathan Mark Kenoyer) غياب كامل للدليل على وجود حبوب في «الصومعة»، والتي، كما قال، لهذا يحسن ربما وصفها على أنها «قاعة كبرى» لوظيفة غير محددة.
وعلى مقربة من «مخزن الحبوب الكبير» هناك حمام عام كبير ومتقن، يسمى أحيانا الحمام الكبير. وتقودك الخطوات من فناء مزود بأعمدة إلى مسبح مبني بالطوب، وهو مقاوم للماء بفضل بطانة من القار. ويبلغ حجم المسبح 12 مترًا في الطول و7 أمتار في العرض و 2.4 متر في العمق. وربما كانت تُستخدم في التطهير الديني. وتشتمل مبانٍ أخرى كبيرة على «قاعة ذات أعمدة»، يعتقد أنها قاعة اجتماع من نوع ما وما يطلق عليها اسم «القاعة الكلية»، وهي مجمع من المباني تتكون من 78 غرفة، يعتقد أنها كانت لإقامة الكهنوتية.
ولم يكن لدى موهينجو-دارو أسوار تلف المدينة، لكنها كانت محصنة جدًا، بأبراج للحراسة ناحية الغرب من المستوطنة الرئيسية وتحصينات دفاعية في الجنوب. وبالنظر إلى هذه التحصينات وهيكل مدن رئيسية أخرى وادي السند مثل هارابا، يُفترض أن موهينجو-دارو كانت مركزًا إداريًا. وتتشارك كل من هارابا وموهينجو-دارو نسبيًا في نفس التخطيط المعماري، وكانتا بشكل عام لا تخضعان لحراسة مشددة مثل غيرهما من مواقع وادي السند. ومن الواضح من تخطيطات المدينة المتطابقة لكل مواقع وادي السند أنه كان هناك نوع ما للمركزية السياسية أو الإدارية، ولكن تظل مدى وظيفة المركز الإداري غير واضحة.
ولقد تم تدمير موهينجو دارو بصورة متعاقبة وأعيد بناؤها سبع مرات على الأقل. وفي كل مرة، يتم بناء المدينة الجديدة مباشرة فوق المدينة القديمة. ويُعتقد أن فيضانات السند هي سبب التدمير.

## الآثار البارزة
تم العثور على أشياء عديدة في موهينجو-دارو تشمل أشكالاً واقفة وجالسة ونحاسًا وأدوات حجرية أختام منحوتة و ميزان المقاييس والأوزان وذهب وأحجار كريمة ولعب أطفال ومجوهرات.

### الفتاة الراقصة

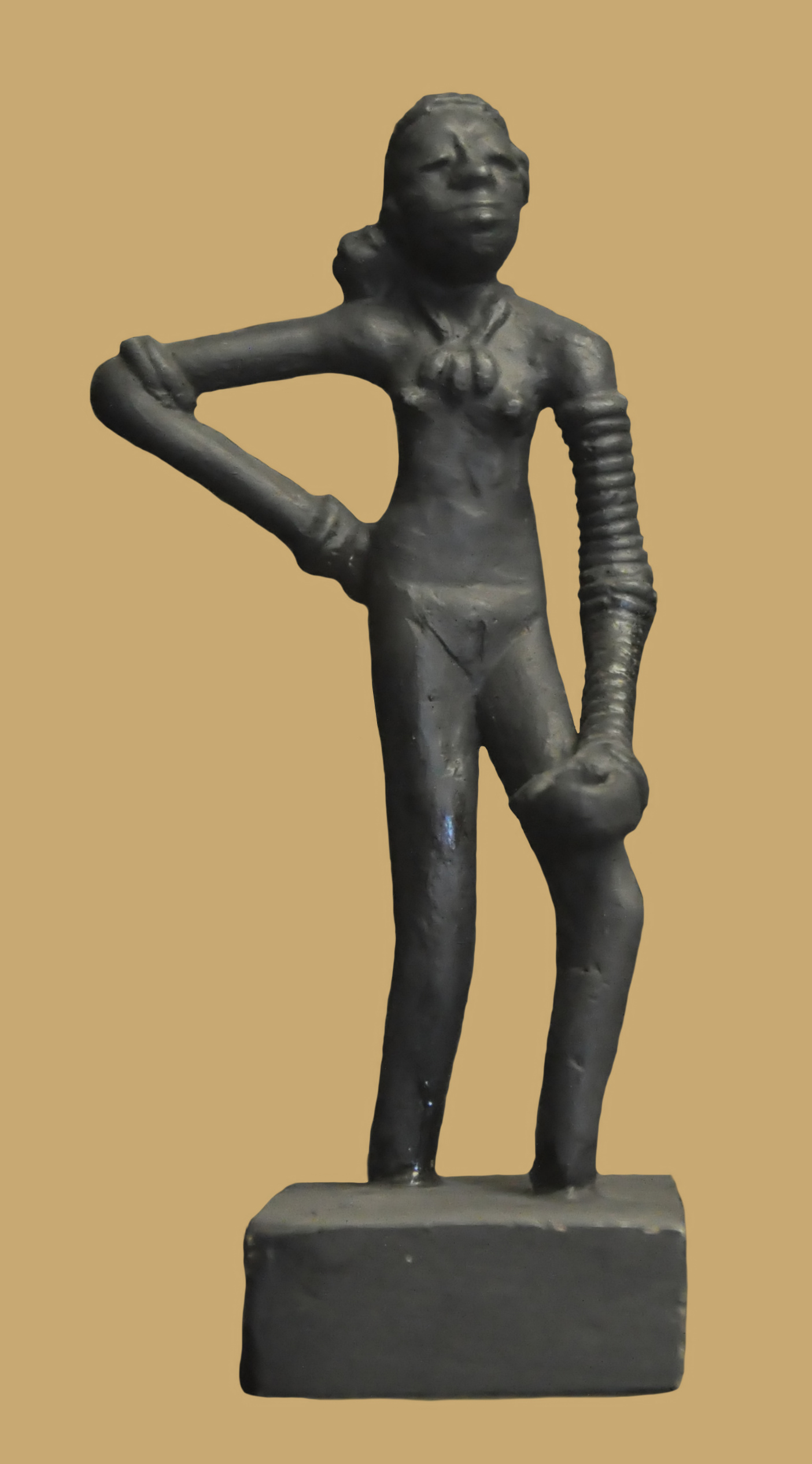
"الفتاة الراقصة"، تمثال من البرونز.

تمثال من البرونز يُطلق عليه «الفتاة الراقصة» يبلغ طوله 10.8 سنتيمتر (4.3 إنش) وعمره حوالي 4500 عام وتم العثور عليه في موهينجو-دارو في عام 1926. وفي عام 1973، وصف عالم آثار بريطاني مورتيمر ويلر الشكل بأنه تمثاله المفضل.:
«هناك ثمة نمط وجهها البلوشي بشفاه عابسة ونظرة وقحة في عينيها. وأعتقد أنها تبلغ من العمر خمسة عشر عامًا، ليس أكثر، لكنها تقف هناك بأساور على طول ذراعها ولا شيء آخر. فتاة واثقة تمامًا، للحظة، من نفسها والعالم. أعتقد أنه لا يوجد شيء مثلها في العالم.»
ووصف جون مارشال وهو عالم آثار آخر في موهينجو-دارو الشكل بأنه«فتاة شابة» يدها على فخذها في وضعية نصف العاهرة الوقحة، وقدميها إلى الأمام قليلاً حيث تتمايل مع نغمات الموسيقى بساقيها وقدميها. وقال عالم الآثار غريغوري بوصيل (Gregory Possehl) عن التمثال: «قد نكون غير متأكدين من أنها راقصة، لكنها كانت جيدة فيما كانت تفعل وكانت تعرفه».

### الملك-الكاهن

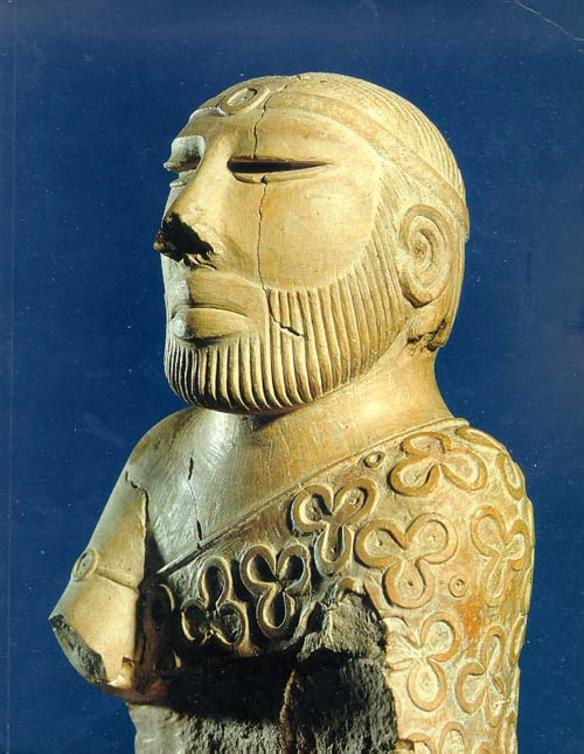
"الملك-الكاهن"، نحت حجري جالس.

في عام 1927، تم العثور على رجل جالس حجر أملس في مبنى من الطوب مزين على نحو غير عادي وجدار مخصص. وعلى الرغم من أنه لا يوجد دليل على أن الكهنة أو الملوك قد حكموا موهينجو-دارو، أطلق علماء الآثار على هذا الشكل الكريم «الملك-الكاهن»، ومثل الفتاة الراقصة أصبح رمزًا لحضارة وادي السند. وهو معروض في المتحف الوطني في باكستان.
ويبلغ طول النحت 17.5 سنتيمتر (6.9 إنش). وهو يصور رجلاً ملتحيًا، مع عصابة حول رأسه وعباءة مزينة بنقوش البرسيم التي امتلأت من الأساس بصباغ أحمر. ويتدلى طرفا العصابة على ظهره. والشعر مصفف بعناية تجاه الخلف ولكن لا توجد كعكة الشعر. وقد يكون للظهر المستوي للرأس كعكة شعر منحوتة بشكل منفصل، أو يمكن أن يكون لها قرن أكثر إتقانًا وغطاء رأس مريش.
ويشير ثقبان أسفل الأذنين المتماثلين بصورة منمقة للغاية إلى أنه تم إرفاق قلادة أو حلية رأس أخرى للنحت. وتمت تغطية الكتف الأيسر بعباءة مزينة بالبرسيم وتصاميم دائرة مزدوجة ودائرة فردية مملوءة في الأساس بصباغ أحمر. وتشير الثقوب المحفورة في وسط كل دائرة إلى أنه تم عملها بمثقاب مخصص ثم تم وضع اللمسات الأخيرة باستخدام الأزميل. وتم نقش العيون بعمق وقد تكون مرصعة. والشفة العليا مشذبة، وتُشكل الوجه لحية قصيرة مشذبة وممشطة.

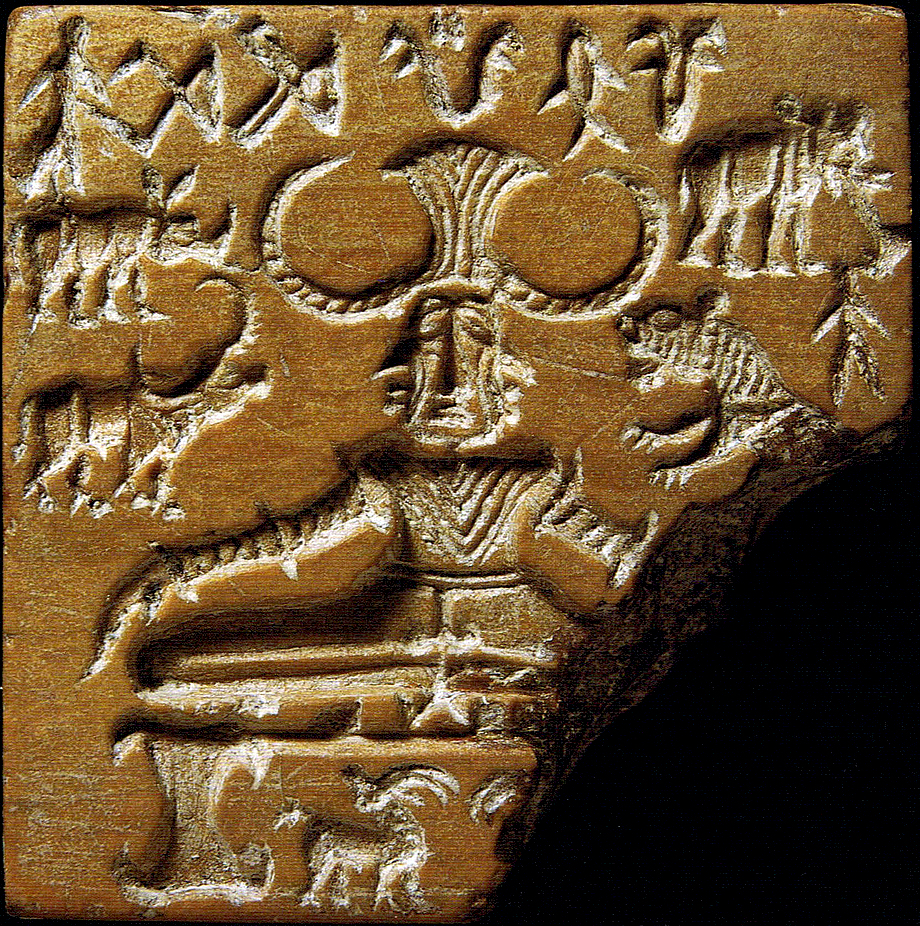
ختم شيفا باشوباتي (Shiva Pashupati).

### باشوباتي
تم اكتشاف ختم في الموقع يحمل صورة شكل جالس القرفصاء وربما إيتفياليك محاطًا بحيوانات. فسر بعض الباحثين الشكل على أنه يوغي، بينما ذهب آخرون على أنه «بروتو-شيفا» بثلاثة رؤوس وبأنه «سيد الحيوانات».

## الحفظ والوضع الراهن

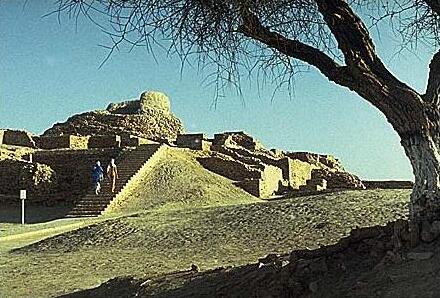
الهياكل الباقية في موهينجو دارو

تم تعليق عمل الحفاظ على موهينجو دارو في ديسمبر 1996 بعد توقف تمويل الحكومة الباكستانية والمنظمات الدولية. وتم استئناف عمل الحفاظ على الموقع في أبريل 1997، بالاستفادة من التمويل الذي قدمته منظمة الأمم المتحدة للتربية والعلوم والثقافة (اليونيسكو). وقد وفرت خطة تمويل لمدة 20 عامًا مبلغ 10 ملايين دولار لحماية الموقع والهياكل القائمة من خطر الفيضان. وفي عام 2011، انتقلت مسؤولية الحفاظ على الموقع إلى حكومة السند.
وحاليًا، يهدد الموقع نسبة الملوحة في المياه الجوفية والترميم غير اللائق. وقد انهارت الكثير من الجدران بالفعل، في حين تداعت جدران أخرى من الأساس. وبدون إجراءات حفظ مطورة، يخشى علماء الآثار الباكستانيون من أن الموقع قد يختفي في غضون 20 عامًا.

## مقالات ذات صلة
- حضارة وادي السند
- حضارات ما قبل التاريخ
- هارابا
- مهرغاره
- لوتهال